# Barrio Blanco (Allen)
Barrio Blanco es una localidad argentina ubicada en el Departamento General Roca de la provincia de Río Negro. Se halla en la costa del río Negro, 10 km al Sudeste del centro de Allen, de la cual depende administrativamente.

## Población
Contó con 61 habitantes (Indec, 2010), lo que representó un incremento del 56% frente a los 39 habitantes (Indec, 2001) del censo anterior.

El censo 2022 registró una población de 50 habitantes que se repartieron entre 23 hombres y 27 mujeres. Sin embargo, las cifras obtenidas fueron estimativas solo teniendo en cuenta a la población en viviendas particulares; es decir, excluyendo del dato a la población institucional y las personas sin hogar. Gracias a este censo también fue posible conocer su densidad y tamaño urbano.
| Evolución demográfica |
|                       |
| INDEC                 |